# 大島里美
大島 里美（おおしま さとみ、1977年11月16日 - ）は、日本の脚本家。栃木県日光市出身。
早稲田大学第一文学部卒業。第16回フジテレビヤングシナリオ大賞で、佳作受賞。代表作に『1リットルの涙』、第1回市川森一脚本賞を受賞した『恋するハエ女』、2015年大河ドラマ『花燃ゆ』がある。

## 作品リスト

### テレビドラマ
- P&Gパンテーンドラマスペシャル音のない青空（2005年、フジテレビ）脚本
- 1リットルの涙（2005年、フジテレビ）ストーリー構成、第3話･第8 - 10話･最終話脚本
- 東京タワー 〜オカンとボクと、時々、オトン〜（2007年、フジテレビ）脚本
- 金曜プレステージ（フジテレビ）
  - 奇跡の動物園 2008 〜旭山動物園物語〜（2008年）脚本
  - 奇跡の動物園 2010 〜旭山動物園物語〜（2010年）脚本
- スペシャルドラマ リアル・クローズ（2008年、関西テレビ）脚本
- マイガール（2009年、テレビ朝日）脚本
- リアル・クローズ（2009年、関西テレビ）脚本
- 四十九日のレシピ（2011年、NHK）脚本
- グッドライフ〜ありがとう、パパ。さよなら〜（2011年、関西テレビ）脚本
- 早海さんと呼ばれる日（2012年、フジテレビ）脚本
  - 早海さんと呼ばれる日スペシャル 前編・後編（2012年、フジテレビ）脚本
- 土曜ドラマスペシャル 家で死ぬということ（2012年、NHK名古屋）脚本
- パパドル!（2012年、TBSテレビ）第3話・第6話・第8話　脚本
- 恋するハエ女（2012年、NHK）脚本
- 長谷川町子物語〜サザエさんが生まれた日〜（2013年、フジテレビ）脚本
- 太陽の罠（2013年、NHK）脚本
- 花燃ゆ（2015年、NHK大河ドラマ）
- ヤッさん〜築地発！おいしい事件簿〜（2016年、テレビ東京）脚本
- 望郷 「海の星」（2016年9月28日、テレビ東京）脚本
- わたしに運命の恋なんてありえないって思ってた（2016年12月20日、関西テレビ）脚本
- マチ工場のオンナ（2017年、NHK）脚本
- ドラマスペシャル 忘却のサチコ（2018年、テレビ東京）脚本
  - 忘却のサチコ（2018年、連続ドラマ）
  - 忘却のサチコ 新春スペシャル（2020年）
- あなたには帰る家がある（2018年、TBSテレビ）脚本
- 凪のお暇（2019年、TBSテレビ）脚本
- U-NEXT presents 『あと3回、君に会える』（2020年3月31日、カンテレ）脚本
- おカネの切れ目が恋のはじまり（2020年、TBSテレビ）脚本[3]
- 妻、小学生になる。（2022年、TBSテレビ）脚本
- さよならマエストロ〜父と私のアパッシオナート〜（2024年、TBS）脚本

### テレビアニメ
- 働きマン（2006年、フジテレビ）シリーズ構成
- 後宮の烏（2022年）シリーズ構成[4]・脚本[5]

### 映画
- カフーを待ちわびて（2009年2月28日、エイベックス・エンタテインメント）脚本
- ダーリンは外国人（2010年4月10日、東宝）脚本
- 潔く柔く（2013年10月26日、東宝）田中幸子と共同脚本
- 君と100回目の恋（2017年2月4日、アスミック・エース）
- サヨナラまでの30分（2020年1月24日、アスミック・エース）脚本
- 漁港の肉子ちゃん（2021年6月11日、アスミック・エース）脚本
- 水は海に向かって流れる（2023年6月9日、ハピネットファントム・フィルム）脚本
- 北極百貨店のコンシェルジュさん（2023年10月20日、アニプレックス）脚本
- 九十歳。何がめでたい（2024年6月21日公開予定、松竹）脚本

### ウェブドラマ
- 私の夫と結婚して（2025年6月27日配信〈予定〉、Amazon Prime Video）

## 書籍

### 小説
- 「Your song」（2011年、宝島社、写真：レミオロメン）
  - レミオロメンの書き下ろし小説＋音楽シングル「10th Anniversary Special CD BOX『Your Song』」に収録。
  - 楽曲「Your Song」にインスパイアを受けて書き下ろした短編小説（46ページ）を担当。
- 『恋するハエ女』（2012年、ポプラ社）
- 『君と1回目の恋』（2017年、集英社）

### シナリオ本
- 金曜ドラマ 凪のお暇 シナリオブック（2020年、誠文堂新光社）
- 火曜ドラマ　おカネの切れ目が恋のはじまり　シナリオブック　(2020年、KADOKAWA)

## 受賞
- 2003年
  - 第16回フジテレビヤングシナリオ大賞 佳作（『HEAR』）
- 2013年 
  - 第1回市川森一脚本賞（『恋するハエ女』）
- 2025年 
  - 第48回日本アカデミー賞 優秀脚本賞（『九十歳。何がめでたい』）[6]